# Battaglia di Jengland
La battaglia di Jengland (chiamata anche Jengland-Besle, Besle, o Grand Fougeray) ha avuto luogo il 22 agosto 851, tra l'esercito franco di Carlo il Calvo e l'esercito bretone di Erispoë, duca di Bretagna. I bretoni ottennero la vittoria e nel settembre dell'851 firmarono il trattato di Angers assicurando l'indipendenza bretone.

## Antefatti
Nell'845 Nominoë, duca di Bretagna, aveva sconfitto Carlo il Calvo nella battaglia di Ballon. Dopo una tregua, nell'849 Nominoë riprese la sua offensiva contro i franchi. Egli cercò di stabilire il pieno controllo personale sul suo ducato e di estendere il suo territorio. Nell'851, i presidi franchi lasciati nell'anno precedente a Rennes e a Nantes capitolarono a Nominoë, che fece irruzione verso est, devastando Le Mans. Nominoë decise poi di avanzare verso Chartres, ma morì improvvisamente nei pressi di Vendôme. Il suo successore, il figlio Erispoë, prese il comando della forza bretone  e continuò la sua offensiva in alleanza con Lamberto II di Nantes, un rinnegato franco spodestato da Carlo il Calvo. Di fronte alla minaccia, Carlo cercò il sostegno del fratello Ludovico il Germanico  e ottenne  un contingente di Sassoni per aumentare le dimensioni del suo esercito. Egli si diresse ad affrontare  Erispoë, che si ritirò di nuovo ai confini della Bretagna. Entrambi i leader probabilmente condussero eserciti di ridotte dimensioni, con Charles al comando di circa 4 000 truppe e Erispoë di circa 1 000

## La battaglia
Nel mese di agosto 851, Carlo si era allontanato dal Maine per entrare in Bretagna dalla strada romana che va da Nantes a Corseul. Il re aveva organizzato le sue truppe in due linee: nella parte posteriore  vi erano i Franchi; di fronte vi erano mercenari sassoni, il cui ruolo era quello di fermare l'assalto della cavalleria bretone, nota per la sua mobilità e tenacia.
Nella fase iniziale, un assalto con il  giavellotto aveva costretto i Sassoni a ritirarsi dietro la linea dei Franchi difesi da corazze. I Franchi erano stati  presi di sorpresa. Piuttosto che impegnarsi in una mischia, i bretoni avevano molestato i franchi, pesantemente armati, da una certa distanza, in modo analogo alle tattiche dei Parti, ma con giavellotti piuttosto che con  arcieri. Si alternano oneri furiosi, finte e ritiri improvvisi, tirando fuori i Franchi e circondando le truppe.
Due giorni dopo questo tipo di combattimento, i franchi avevano perso uomini e cavalli che erano stati montati a livelli catastrofici, mentre i bretoni avevano sofferto poche vittime. Con la sua forza di disintegrazione, Carlo aveva deciso di ritirarsi dal campo durante la notte. Quando, la mattina seguente, avevano notato la sua scomparsa, il panico aveva raggiunto i soldati franchi. I Bretoni avevano fatto  irruzione in fretta al campo, prendendo il bottino e le armi e uccidendo il maggior numero di fuggitivi che potevano.

## Il trattato di Angers
La battaglia aveva ridefinito i rapporti tra franchi e bretoni. Carlo il Calvo aveva accettato di incontrare Erispoë ad Angers, alla periferia dell'esteso territorio della Bretagna. Nel mese di settembre 851 Erispoë venne sottoposto a Carlo come imperatore, mentre in cambio riceveva il titolo di re.
Secondo gli Annali di Saint-Bertin, "Erispoë, figlio di Nominoë da Charles, era stato presentato nella città di Angers e aveva ricevuto un dono in simbolo della monarchia che era venuta da suo padre, aggiungendo anche Rennais, Nantais e Pays de Retz."
Dal Trattato, Erispoë è rimasto in linea di principio soggetto a Carlo il Calvo, ma ora poteva anche identificarsi nel ruolo di Carlo, in grado di utilizzare il titolo di "rex". Carlo aveva riconosciuto l'autorità dei governanti bretoni sulle aree intorno a Rennes, Nantes e Pays de Retz, che in precedenza avevano formato il Francese "Breton mars", una zona di confine. Erispoë, allo stesso tempo, aveva assorbito una popolazione non Bretone di lingua gallo-romana e i popoli Franco-Romani.
Il trattato di Angers aveva delimitato i confini del ducato medievale di Bretagna e la successiva provincia francese della Bretagna. Aveva anche segnato una svolta nelle relazioni tra i Franchi occidentali e  tardi, i duchi bretoni erano stati in grado di estendere ulteriormente il loro territorio, ma non erano stati in grado di mantenerli a lungo. Il trattato di Angers aveva definito i limiti della storica Bretagna. La pace creata dalla regolarizzazione delle relazioni franco-bretoni aveva dato anche ai bretoni la stabilità per respingere i futuri attacchi vichinghi.